# John Barham
John Barham (Londres, Reino Unido) es un pianista de música clásica inglés, compositor y arreglista, mayormente conocido por su orquestación del álbum de George Harrison All Things Must Pass (1970) y con su asociación con el maestro indio de sitar Ravi Shankar.

## Biografía
Fue profesor en la Escuela de Estudios Orientales y Africanos de Londres, y en el Royal College of Music situada en Kensington, también en la capital inglesa. Desde la década de 1960, comenzó a interpretar los raga de la música clásica de India. Además de con George Harrison y RAvi Shankar, Barham ha colaborado también con los siguientes artistas: Elton John, André Previn, Phil Spector, Roger Daltrey, Yoko Ono y Jackie Lomax.